# Barsine
Barsine, född 363, död 309 f.Kr., var en persisk prinsessa, älskarinna till Alexander den store. Hon har ofta förväxlats med Stateira III, som ibland har kallats för Barsine.
Hon var dotter till Artabazos II, persisk satrap av Frygien, och Strateira, och syster till Artakama och Artonis. Hon gifte sig i tur och ordning med sina morbröder Memnon (d. 340) och Mentor, med vilka hon hade tre döttrar respektive en son.
Vid Alexanders invasion av Mindre Asien år 334 fick hennes make ansvaret för de persiska styrkorna där, och sände Barsine och hennes barn till Dareios III i Syrien som ett tecken på lojalitet.  Efter slaget vid Issos år 333 hamnade de, liksom en mängd andra familjer till bemärkta perser (bland dem perserkungens egen familj Sisygambis, Stateira II, Stateira III och Parysatis II) i Alexanders fångenskap. Han behandlade dem dock väl. Alexander inledde en förbindelse med henne, och hon följde med honom på hans fälttåg till öster. Hon fick år 327 sonen Herakles av Makedonien tillsammans med Alexander i Baktrien. När Alexander gifte sig med Roxana avslutade han förbindelsen med Barsine, som bosatte sig med sin son i Pergamon. Hennes systrar Artakama och Artonis blev vid massbröllopet i Susa år 324 gifta med Ptolemaios I av Egypten respektive Eumenes av Kardien.
Efter Alexanders död 323 tillfångatogs hon och hennes son av Nearchos, som använde Heracles som för att hävda rätten till Alexanders tron i hans namn. År 309 mördades både hon och hennes son av Polysperchon på uppmaning av Kassander.